# Повсталий з пекла 8: Пекельний світ
Повсталий з пекла 8: Пекельний світ (англ. Hellraiser: Hellworld) — американський фільм жахів 2005 року.

## Сюжет
Група хлопців, схиблених на новій комп'ютерній грі Hellworld.com, отримують запрошення від цього вебсайту на закриту вечірку, яка врешті-решт стає для них перепусткою в світ жаху. Туди, де їх чекає справжня гра не на життя, а на смерть. Туди де заправляє безжальний Пінхед, і тепер він загрожує їх життям і душам по-справжньому.

## У ролях
- Ленс Генріксен — хазяїн
- Кетрін Винник — Челсі
- Крістофер Жако — Джейк
- Харі Пейтон — Деррік
- Генрі Кавілл — Майк
- Анна Толпатт — Еллісон
- Віктор МакГуайр — поліцейський 1
- Даг Бредлі — Пінхед
- Стеліан Уріан — Адам
- Магдалена Тун — танцюристка з Майком
- Гаврил Петрв — грубий хлопець
- Дезіре Малонга — танцюристка з Дерріком
- Карл В. Дюпре — бармен
- Каталіна Александру — Сестра Урсула
- Кості Міріца — поліцейський
- Сноуі Хайфілд — сенобіт
- Майк Дж. Ріган — сенобіт
- Гері Дж. Таннікліфф — сенобіт (в титрах не вказаний)

## Цікаві факти
- У фільмі фігурує колода Таро, де XIII аркан (Смерть) представлений зображенням Пінхеда.
- Всі герої, що потрапили на вечірку в зловісний будинок, використовують одну і ту ж модель телефону — Nokia 3310.
- Ленс Хенріксен пробувався на роль Ларрі Коттона в першій частині «Повсталий з пекла», але відмовився від ролі.